# 10767 Toyomasu
10767 Toyomasu (1990 UF1) là một tiểu hành tinh vành đai chính được phát hiện ngày 22 tháng 10 năm 1990 bởi K. Endate và K. Watanabe ở Kitami. The asteroidđược đặt tên theo tên của Shinji Toyomasu, a research fellow ở Misato Observatory.